# New York Jets
New York Jets – zawodowy zespół futbolu amerykańskiego z siedzibą w East Rutherford w stanie New Jersey (metropolii Nowego Jorku). Drużyna jest obecnie członkiem Dywizji Wschodniej konferencji AFC ligi NFL. Jets rozgrywają swoje mecze w East Rutherford, w stanie New Jersey, na stadionie MetLife Stadium, nazwanym za inną nowojorską drużyną grającą na tym obiekcie – New York Giants. W oficjalnej nomenklaturze NFL, stadion, gdy rozgrywa tam mecze drużyna Jets, nazywany jest The Meadowlands (Łąki), w nawiązaniu do barw zespołu.
Siedziba władz klubu oraz miejsce treningów mieszczą się w Hofstra University w Hempstead, na Long Island, w stanie Nowy Jork.
Drużyna powstała w roku 1960 jako New York Titans i dołączyła do ligi AFL. W roku 1963 zmieniła nazwę na obecną. W roku 1970, w ramach połączenia lig, zespół stał się członkiem NFL.
Jets stali się pierwszą drużyną AFL, która pokonała klub NFL, przed połączeniem lig – zwyciężając Baltimore Colts podczas Super Bowl III.